# Ernest Marsden

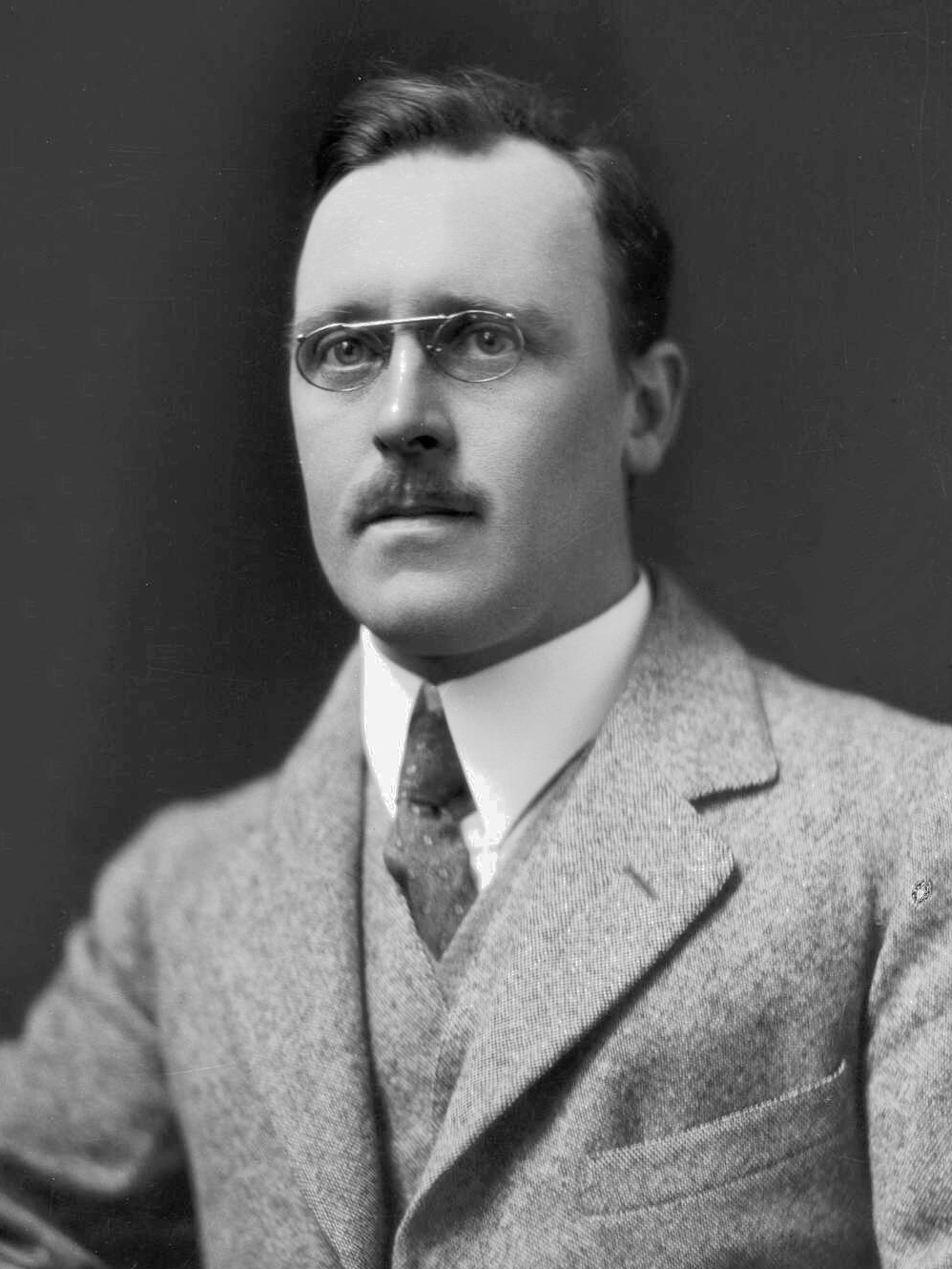
Ernest Marsden (1921)

Ernest Marsden (Rishton, Lancashire, 19 februari 1889 – Wellington, 15 december 1970) was een Brits-Nieuw-Zeelandse natuurkundige.

## Biografie
Marsden was de zoon van katoenwever Thomas Marsden en Phoebe Holden. Hij verkreeg zijn opleiding aan de Queen Elizabeth Grammer School in Blackburn en de Universiteit van Manchester. In 1907 werd aan deze universiteit Nobelprijswinnaar Ernest Rutherford aangesteld tot hoogleraar natuurkunde. Onder supervisie van Rutherford voerde hij samen met de Duitse postdoc Hans Wilhelm Geiger in 1909 het beroemd geworden bladgoudexperiment uit. Hieruit bedacht Rutherford zijn atoommodel; een atoom bestaat uit een harde kern waar de elektronen omheen cirkelen. Op basis van Marsden en Geigers metingen concludeerde hij dat de kern niet groter was dan 10−13 meter in diameter, ongeveer duizend maal kleiner dan een atoom. Marsden promoveerde in 1914.
Op voorspraak van Rutherford werd Marsden in 1915 benoemd tot hoogleraar natuurkunde aan de Victoria-universiteit in Wellington, Nieuw-Zeeland. Gedurende de Eerste Wereldoorlog diende hij in Frankrijk als een Royal Engineer en waarmee hij met de Military Cross werd onderscheiden. Na de oorlog werd hij een leidend wetenschapper in Nieuw-Zeeland. Van 1926 tot 1947 was hij secretaris van het Department of Scientific and Industrial Research (DSIR). Tijdens de Tweede Wereldoorlog deed hij onderzoek naar radarsystemen en in 1947 werd hij voor DSIR liaisonofficier in Londen.
In 1954 ging hij met pensioen en keerde hij terug naar Nieuw-Zeeland. Vier jaar later werd hij geridderd (Knight Bachelor). Hij overleed in 1970 thuis in Wellington nadat hij in 1966 getroffen was door een beroerte.